# Tijuana Zonkeys
Tijuana Zonkeys es el equipo de básquetbol profesional de la ciudad fronteriza de Tijuana, Baja California, México, el cual participa en el Circuito de Baloncesto de la Costa del Pacífico (CIBACOPA).

## Historia
La historia del equipo comienza con su primera temporada en el CIBACOPA en el año 2010, quien abre su participación con el también recién ingresado equipo los Bomberos de Mexicali. 
Al ser el primer año de experiencia, el equipo no logró clasificación a la postemporada, con 528 puntos a favor y 581 en contra. El campeón de esa temporada fue Caballeros de Culiacán.

## Acontecimientos importantes
2014: Primer Campeonato (final vs Caballeros de Culiacán).
2015: Segundo Campeonato (final vs Fuerza Guinda de Nogales)
2018: Tercer Campeonato (final vs Halcones de Ciudad Obregón).
2019: Inauguración de su propio recinto deportivo ¨Auditorio Zonkeys¨.
2020: Llegada del Coach Henry Bibby, exjugador NBA, con 40 años de experiencia en dirección técnica.

## Roster
| Zonkeys de Tijuana Temporada 2025 |    |                           |                                            |
| C U E R P O T É C N I C O         |    |                           |                                            |
| Entrenador                        |    | Bandera de Argentina      | José Esteban Gatti (Baja)                  |
| Entrenador                        |    | Bandera de Estados Unidos | Doug Plumb                                 |
| Asistente                         |    | Bandera de Estados Unidos | Aaron Graystone                            |
| Asistente                         |    | Bandera de México         | Pavel Arreola                              |
| J U G A D O R E S                 |    |                           |                                            |
| Pívot                             | 00 | Bandera de Estados Unidos | Legend Giles Clifford-Robertin (Baja)      |
| Pívot                             | 0  | Bandera de Estados Unidos | Harrison Blake Henderson (Baja)            |
| Ala-Pívot                         | 0  | Bandera de Estados Unidos | Akia Pruitt                                |
| Alero                             | 1  | Bandera de Estados Unidos | Alex Kaye Williams                         |
| Base                              | 2  | Bandera de Nigeria        | Uchenna Onyekachi Iroegbu (Baja)           |
| Base                              | 2  | Bandera de Estados Unidos | Evan Charles Gilyard Jr (Baja)             |
| Alero                             | 2  | Bandera de Estados Unidos | Theodore Allen Jr.                         |
| Escolta                           | 3  | Bandera de Estados Unidos | Cameron Mitchell                           |
| Ala-pívot                         | 4  | Bandera de México         | Fabián Misael Jaimes Nava                  |
| Base                              | 6  | Bandera de México         | Kevin Rodríguez Ávila                      |
| Base                              | 7  | Bandera de Estados Unidos | Blake Charles Marquardt (Baja)             |
| Escolta                           | 7  | Bandera de Estados Unidos | Jaire Derlon Grayer                        |
| Base                              | 10 | Bandera de Estados Unidos | Alex Aveion Lomax (Baja)                   |
| Base                              | 11 | Bandera de Estados Unidos | Jordan Kennedy Burns (Baja)                |
| Escolta                           | 11 | Bandera de Estados Unidos | Joshua Webster Hanks                       |
| Ala-pívot                         | 12 | Bandera de Estados Unidos | Christopher Lashun Ware (Baja)             |
| Ala-pívot                         | 13 | Bandera de Canadá         | Maurice Calloo (Baja)                      |
| Pívot                             | 14 | Bandera de Estados Unidos | Michael Chayron Durr                       |
| Pívot                             | 17 | Bandera de México         | Alan Amador Olivas Baca                    |
| Pívot                             | 20 | Bandera de Estados Unidos | Jalone Ty'rell Friday (Baja)               |
| Ala-pívot                         | 21 | Bandera de Estados Unidos | Tyrone Dandre Lee (Baja)                   |
| Base                              | 23 | Bandera de México         | Jesús Abel Jiménez Cornejo                 |
| Ala-pívot                         | 24 | Bandera de Estados Unidos | Billy Preston Jr. (Baja)                   |
| Escolta                           | 24 | Bandera de Estados Unidos | Kevin Lamar Cross Jr. (Baja)               |
| Ala-pívot                         | 25 | Bandera de Estados Unidos | Jalen Demari Johnson (Baja)                |
| Escolta/Alero                     | 25 | Bandera de Estados Unidos | Idris Ibn Idris Dawud Alvarado (Baja)      |
| Base/Escolta                      | 30 | Bandera de México         | Jorge Alejandro Mayoral Velazco (Inactivo) |
| Pívot                             | 31 | Bandera de Estados Unidos | Cameron Bryant Martin (Baja)               |
| Ala-Pívot                         | 33 | Bandera de Estados Unidos | Christian Orji Anigwe (Baja)               |
| Base                              | 44 | Bandera de Serbia         | Stefan Peno (Baja)                         |
| Base                              | 77 | Bandera de Estados Unidos | Jordan Kennedy Burns                       |
| = Capitán                         |    |                           |                                            |

 =  Cuenta con nacionalidad mexicana. 

## Cuerpo Técnico

#### Coach:Henry Bibby
Jugador, entrenador, orador motivacional y analista de ESPN.Director técnico con 40 años de experiencia profesional y universitaria nacido en Franklinton, Carolina del Norte, Estados Unidos. Con una trayectoria en desarrollar programas de baloncesto ganadores en todos los niveles. Exjugador de la NBA y figura del Salón de la Fama de UCLA. Columnista deportivo de LA Times para los playoffs de la NBA.

#### Asistente: Larry Lesset
Asistente en ligas colegiales desde 1989-1997, head coach en la ABA, NCAA división I, LNBP con el equipo Barreteros de Zacatecas y Ostioneros de Guaymas en Cibacopa.Ha realizado entrenamientos personalizados con jugadores NBA. Entrenó jugadores como Magic Johnson, Greg Graham, Forrest McKenzie, Trevor Wilson y Ella Ellis entre otros.

#### Asistente: Romualdo Rodríguez
Originario de Tijuana Baja California, se desempeña como tercer asistente del equipo. Jugador profesional de Tijuana Zonkeys, durante la temporada 2014 en CIBACOPA donde conseguimos el campeonato. Ha formado parte del cuerpo técnico profesional Fuerza Regia Monterrey durante varios años, además de participar como entrenador en más de tres campamentos de verano Zonkeys.

## Campeonatos

### 2018
Con la incorporación de James Penny como entrenador, el objetivo era claro, ser el primer equipo tijuanense en ser tricampeón. Y en el 2018, Tijuana Zonkeys venció en la Serie Final a Halcones de Ciudad Obregón con 87-73, donde el Auditorio Municipal de Tijuana lució una gran entrada para ver a la franquicia coronarse, obteniendo así su 3er trofeo y convirtiéndose en el único equipo tricampeón en la historia de Tijuana.

### 2015
La directiva se hizo de los servicios de Víctor Ávila como director deportivo, quien hizo una excelente mancuerna con el entrenador en jefe, Ángel González, para decidir hacer los cambios necesarios para que el equipo fuera competitivo.
También tuvo mucho que ver el gran nivel de mostró Arim Solares, MVP de la fina, ya que fue base del bicampeonato.
El título no fue nada fácil para el equipo, debido a que inició el torneo 0-3, es decir, nunca pudo lograr estar en el primer lugar, como había ocurrido en la temporada pasada.
Además, en la postemporada, tuvo una serie muy complicada ante Rayos de Hermosillo, de la cual logró levantarse para en las semifinales barrer con Náuticos de Mazatlán.
La final, a diferencia del 2014, fue en calidad de visitante y también en un séptimo partido, donde Tijuana venció 80-56 para coronarse.

### 2014
La historia del primer título se dio, en parte, por la llegada del experimentado Ángel González, quien llegó en marzo del 2014 para darle forma y estilo de juego al equipo de Tijuana Zonkeys, que hasta ese momento había quedado en semifinales.
Con González se juntó la experiencia de Omar Quintero, James Penny, quien fue el MVP de la final y la astucia de Marcus Morrison.
Los burro-cebras vencieron en la final a Caballeros de Culiacán en una serie que tuvo que irse a siete partidos. El último partido se llevó a cabo en el marco de un espectacular lleno en el auditorio municipal de Tijuana, donde Tijuana ganó 84 puntos 74.

## Recinto
De la mano de Grupo Atisa, Tijuana Zonkeys logró su propia casa deportiva, el Auditorio Zonkeys, cuyas instalaciones se inauguraron el 24 de mayo del 2019, dentro de la Unidad deportiva ¨Unisantos¨.
Es el único equipo de básquetbol profesional en México que cuenta con sus propias instalaciones.
De carácter privado, con un aforo de 3,000 personas, cuenta con tableros elevadizos, cancha de duela, un palco presidencial con elevador, vestidores para casa y visita, taquilla, concesiones de alimentos y un restaurante, 7 canchas externas y estacionamiento. El recinto es completamente deportivo y también puede ser aprovechado para otras actividades y espectáculos.